# إيوانيس ثيودوربولوس
إيوانيس ثيودوربولوس (باليونانية: Ιωάννης Θεοδωρόπουλος)‏ هو لاعب قفز بالزانة يوناني، ولد ثيودوربولس في إفريتانيا، ومثّل بلاده في الألعاب الأولمبية الصيفية 1896 في أثينا حيث حقق الميدالية البرونزية بالتعادل مع مواطنه إيفانجيلوس داماسكوس بارتفاع 2.60م.